# Уалата
Уалата або Валата (араб. ولاته) — давнє укріплене поселення (ксар), а також невелике сучасне місто на південному сході Мавританії в області Худ-аш-Шаркі. Разом з ксарами Тішит, Шинґетті, Уадан є пам'ятником Світової спадщини ЮНЕСКО.
Вважається, що першими тут оселилися землероби і скотарі, пов'язані з народом сонінке мовної групи манде, їх поселення є одним з найстаріших кам'яних поселень в Африці. Сучасне місто було засновано в XI столітті на території Імперії Гана. У 1076 році місто було зруйноване, але в 1224 році відбудовано наново. Уалата стала важливим торговим містом, що лежить на транссахарських торгових шляхах, а також помітним ісламським центром.
На початку XXI століття в місті створено музей рукописів. Місто відоме своєю традиційною архітектурою.